# PGC 177368
LEDA/PGC 177368 ist eine Galaxie im Sternbild Eridanus am Südsternhimmel. Sie ist schätzungsweise 567 Millionen Lichtjahre von der Milchstraße entfernt.
Im selben Himmelsareal befinden sich u. a. die Galaxien NGC 1586, NGC 1587, NGC 1588, NGC 1593.